# ブカレスト市電
ブカレスト市電（ルーマニア語: Tramvaiul din Bucureşti）は、ルーマニアの首都・ブカレストの路面電車。ライトレール区間を含め、全長140 km以上の大規模な路線を有しており、2020年現在はブカレスト市の完全子会社であるブカレスト交通会社（Societatea de Transport Bucureşti、STB）によって運営が行われている。

## 歴史
ブカレスト市内における軌道交通の歴史は、1871年に開通した馬車鉄道から始まった。これはイギリスの企業がブカレスト市との契約に基づき導入が実施されたもので、1890年には更にベルギーやオランダの企業が運営する路線も開通した。一方、これらの企業との契約に際しては馬車鉄道に加え、電力を用いて走行する路面電車の導入に関する内容も含まれており、電化方法についての検討が一時難航するトラブルは起きたものの、1894年12月9日にブカレスト市内に架線を用いた路面電車が開通した。当初は馬車鉄道の置き換えに関する反対運動も起きたが、以降は順次置き換えが進み、馬車鉄道が廃止されたのは1929年となった。その間の1909年にはブカレスト市内の公共交通機関の公営化が実施され、以降はブカレスト路面電車建設・運営協同組合（Societatii Comunale pentru constructiunea si exploatarea tramvaielor in Bucuresti）による運営が実施された。また、1912年には同事業者が所有する中央修理工場（Uzina de Reparaţii    - Atelierele Centrale -）が開設されている。
1920年代以降は馬車鉄道路線の廃止と並行して路面電車網の拡張が続いた他、1936年からはバス、第二次世界大戦後の1949年はトロリーバス事業にも参入した。その翌年の1950年に事業者名がブカレスト交通局（Intreprinderea de Transport Bucuresti、ITB）に変更された時点でブカレスト市内には27系統の路線網が存在した。戦後は更なる路線網の拡張に加え、中央修理工場を含めたルーマニア各地の工場で製造された国産車両が多数導入されるようになった。1972年から1980年前後までがブカレスト市電の全盛期にあたり、市電を運営していたブカレスト市交通局は路線バスやトロリーバスと合わせて路線規模、従業員数共に世界の都市交通会社で第4位の規模を有していた。
だが、1970年代以降は西側諸国への多額の債務や石油危機などによる経済の混乱、そしてブカレスト地下鉄の開通によって路線網は縮小し、メンテナンス不足による老朽化も深刻な状況となった。この状況を改善するため、ルーマニア革命を経て運営事業者がブカレスト交通公団（Regia Autonomă de Transport Bucureşti、RATB）に転換されて以降はブカレスト市に加えて欧州連合や欧州投資銀行等からの助成金や融資などを受けた路線網や施設の近代化が積極的に実施されている。2002年に開通した高規格路線（ライトレール）や各地の系統の大規模な改修工事、ルーマニア鉄道の線路を跨ぐ高架橋の建設による南北路線の接続、超低床電車の継続的な投入や既存の車両の更新工事などはその一環である。

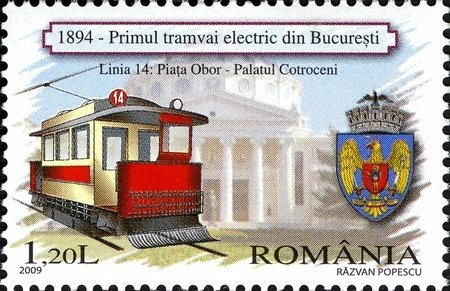
電化開通当初の車両が描かれた切手
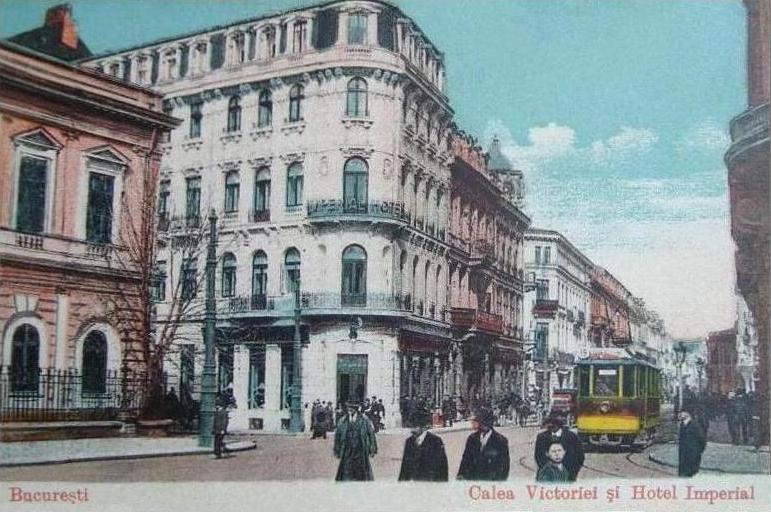
1900年代のブカレスト市電の絵葉書
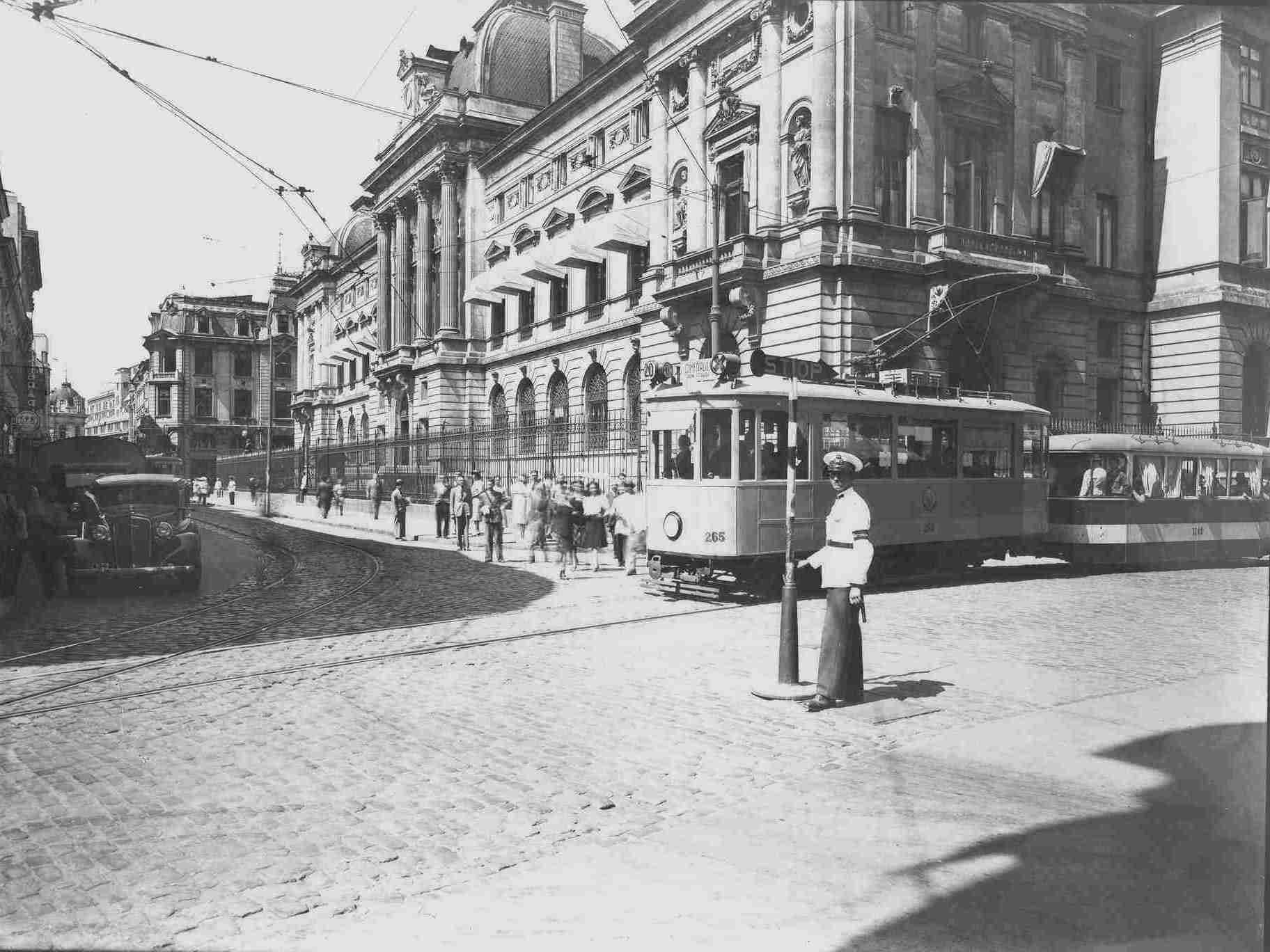
1930年代のブカレスト市電（1936年撮影）
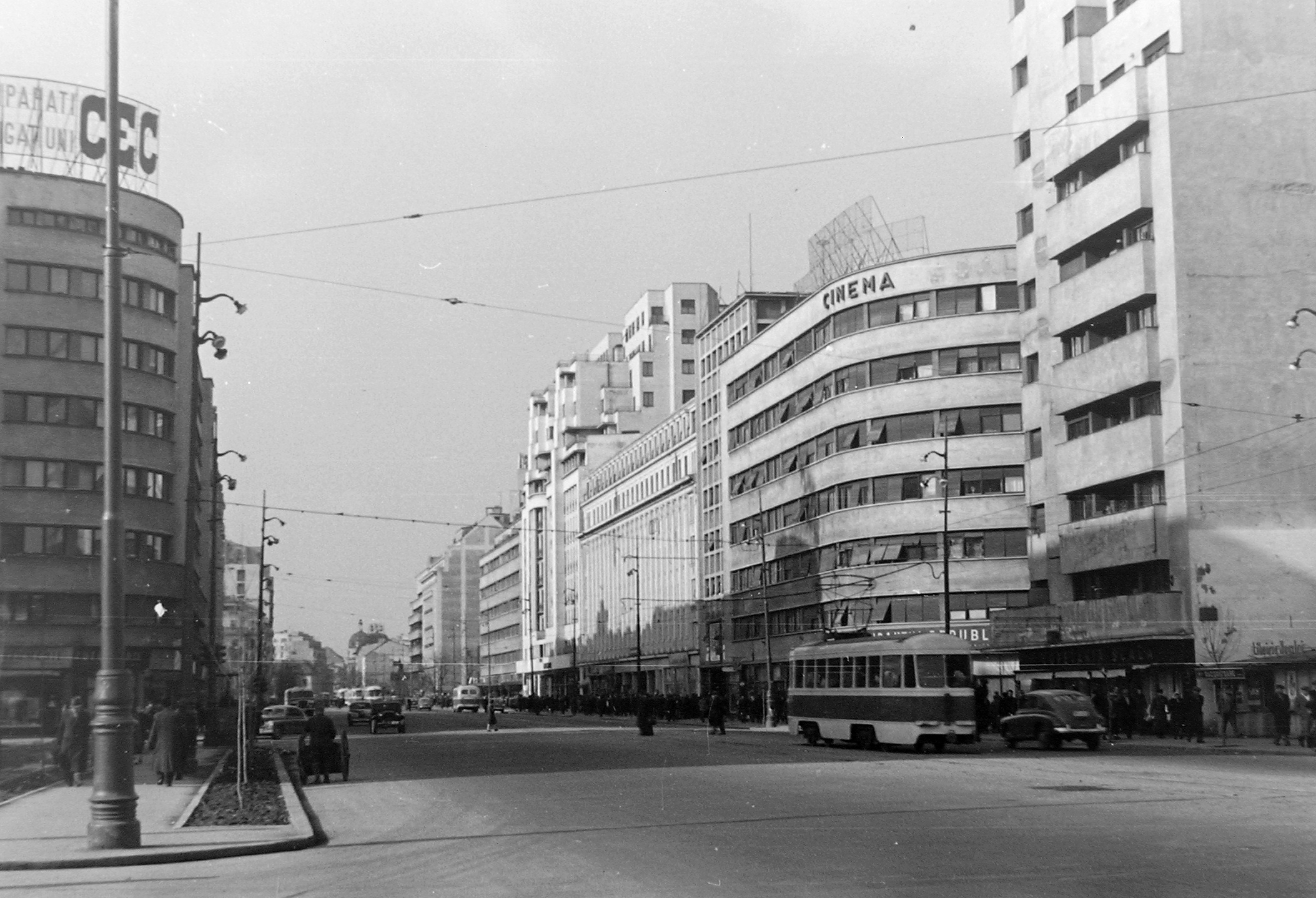
1950年代のブカレスト市電（1958年撮影）
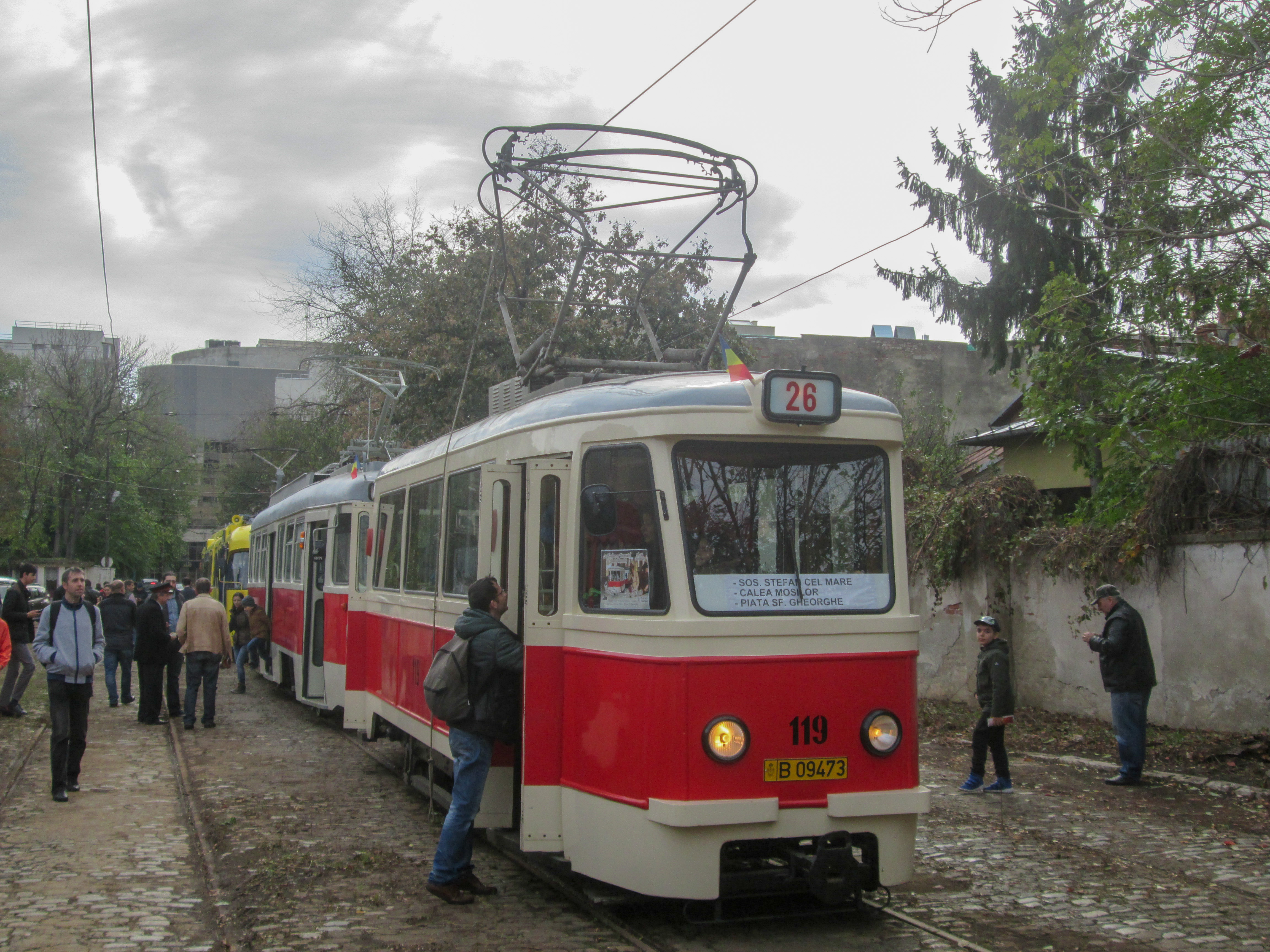
ルーマニアの国産2軸車（2017年撮影）
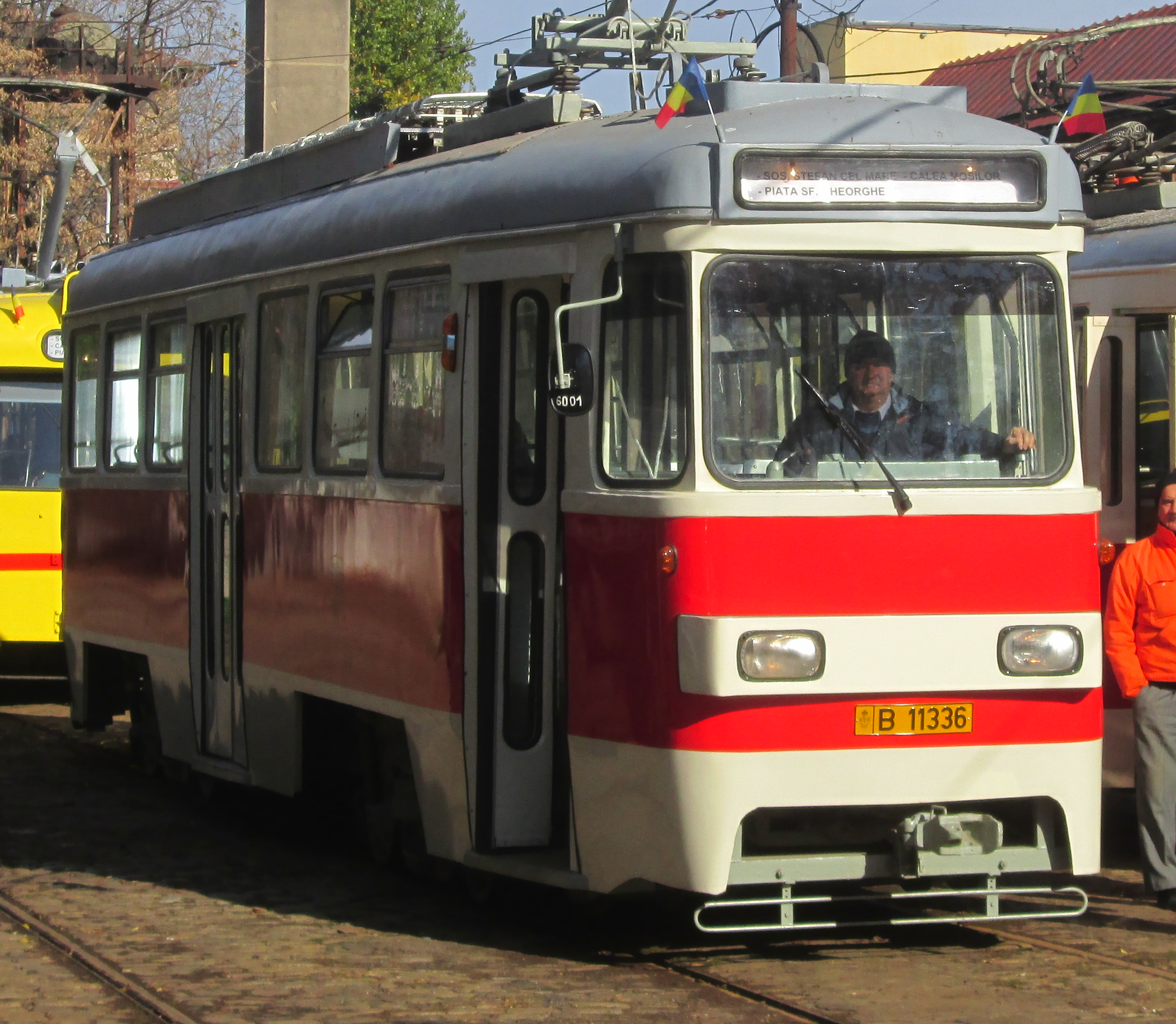
ルーマニアの国産ボギー車（2017年撮影）

## 運用

### 系統
2020年現在、ブカレスト市電では以下の系統が運行している。
| 系統番号 | 起点                    | 終点                    | 備考・参考                                 |
| -------- | ----------------------- | ----------------------- | ------------------------------------------ |
| 1        | Bd. Banu Manta          | Șura Mare               | 平日は15時代まで、休日は朝の時間帯のみ運行 |
| 3        | Mezeș                   | Piața Presei            | [ 14 ]                                     |
| 5        | Piața Sf. Gheorghe      | Bd. Lacul Tei           |                                            |
| 7        | CFR Progresul           | Piața Unirii            | [ 15 ]                                     |
| 10       | Romprim                 | Bd. Banu Manta          | [ 16 ]                                     |
| 11       | Zețarilor               | Cartier 16 Februarie    | [ 17 ]                                     |
| 14       | Piața Sfânta Vineri     | Pantelimon              | [ 18 ]                                     |
| 16       | Piața Sfântul Gheorghe  | Platforma Pipera        | [ 19 ]                                     |
| 19       | Zețariilor              | Complex Comercial Titan | [ 20 ]                                     |
| 21       | Piața Sfântul Gheorghe  | Pasaj Colentina         | [ 21 ]                                     |
| 23       | Zețarilor               | Faur Poarta 4           | [ 22 ]                                     |
| 24       | Cartier Dămăroaia       | Vasile Pârvan           | [ 23 ]                                     |
| 25       | CFR Progresul           | Depoul Militari         | [ 24 ]                                     |
| 27       | Complex Comercial Titan | Piața Unirii            | [ 25 ]                                     |
| 32       | Depoul Alexandria       | Piața Unirii            | [ 26 ]                                     |
| 36       | Republica               | Platforma Pipera        | [ 27 ]                                     |
| 40       | Complex Comercial Titan | Piața Sfânta Vineri     | [ 28 ]                                     |
| 41       | Piața Presei            | Ghencea                 | ライトレール路線                           |
| 44       | Cartier 16 Februarie    | Vasile Pârvan           | [ 31 ]                                     |
| 45       | Mezeș                   | Gara de Nord            | [ 32 ]                                     |
| 46       | Gara de Nord            | Republica               | [ 33 ]                                     |
| 47       | Piața Unirii            | Ghencea                 | [ 34 ]                                     |
| 55       | Pantelimon              | Piața Sfânta Vineri     | [ 35 ]                                     |

### 運賃
ブカレスト市電の運賃の支払い方法には信用乗車方式が用いられており、乗車の際に乗客自身がバリデーター（刻印機）で刻印を行う必要がある。運賃の支払いは非接触式ICカードの他にスマートフォンのアプリケーション「BPay」やSMS、非接触式ICカード機能を持つ銀行のカードからも可能である。1回乗車時の運賃は1.3レイで、期間内で複数回乗車可能なサブスクリプション制にも対応している。
ICカードについては一般利用客向けのアクティブ（Activ）の他に観光客など不定期利用客向けのマルチプル（MULTIPLU）が展開されており、後者は8レイでブカレスト交通協会が運営する交通機関を1日の間に最大10区間乗車可能である。また、事業者が異なるブカレスト地下鉄（メトロレックス）の路線も利用可能な共通カードも発行されている。

## 車両

### 現有車両
2020年現在、ブカレスト市電に在籍する営業用車両は計8箇所に存在する車庫に在籍する。そのうち1箇所はトロリーバス（ブカレスト・トロリーバス）との共用車庫である。

#### V3A

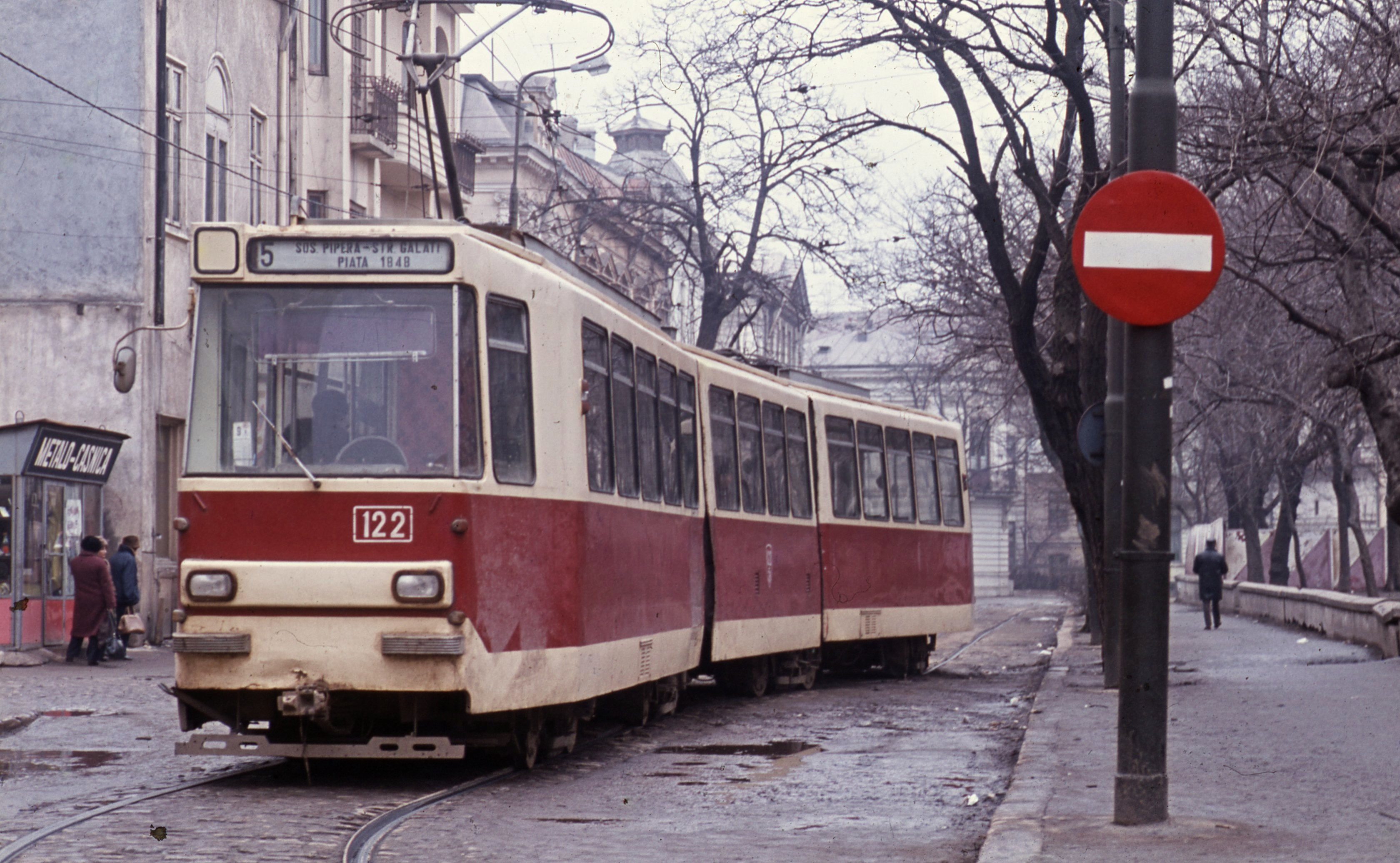
V3A（1986年撮影）

ブカレストの中央修理工場で生産された、自国製の3車体連接車。ルーマニアにおける標準型路面電車として各都市に導入されたが、そのうちブカレスト市電に導入された車両については民主化以降以下のような更新工事が継続的に行われており、2020年現在もブカレスト市電において最多の車両数が営業運転に投入されている。
- V3A-93 - 中央車両工場を始めとするルーマニア各地の工場で前面形状の変更や乗降扉の交換を伴う近代化工事が実施された車両。民主化直後の1993年から2006年まで長期に渡って改造が行われた。改造を実施した工場によって外見や主要機器が異なる車両も存在する[44][9][45]。
- V3A-93-CH-PPC - V3A-93を再度改造した、車体の一部に低床構造を有する3車体連接車。形式名の「PPC」は「部分低床構造（Podea Parțial Coborâtă）」と言う意味である一方、「CH」は直流電動機・電機子チョッパ制御（Chopper）を示す。2006年から2010年までに46両が改造を受け、2019年以降は冷房装置の搭載工事が進められている[43][46][47]。
- V3A-93-CA-PPC - V3A-93-CH-PPCの電動機を誘導電動機（Curent Alternativ）に変更した形式。2010年以降13両が導入され、V3A-93-CH-PPCに続いて冷房化が予定されている[43][46][47]。

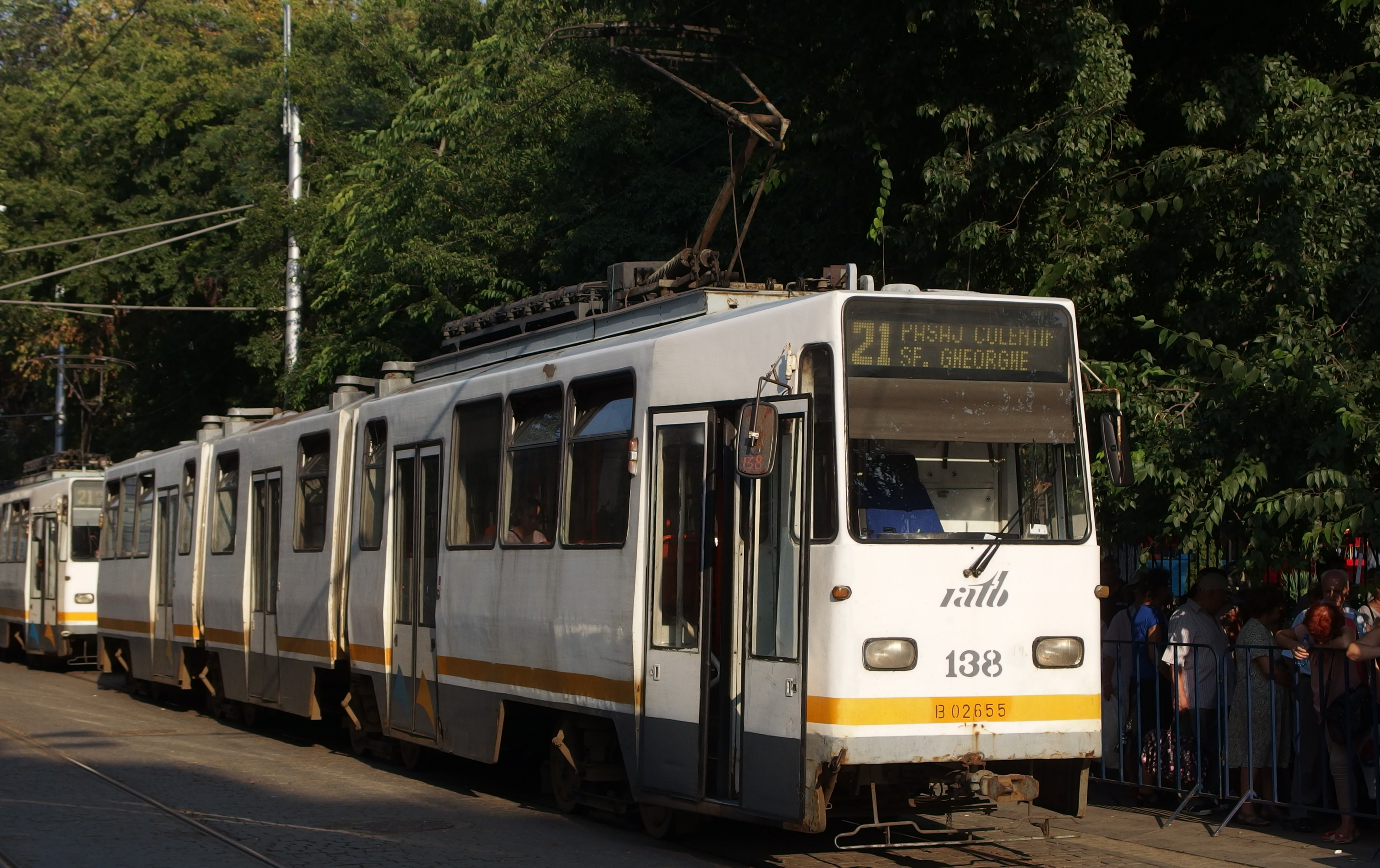
V3A-93（2014年撮影）
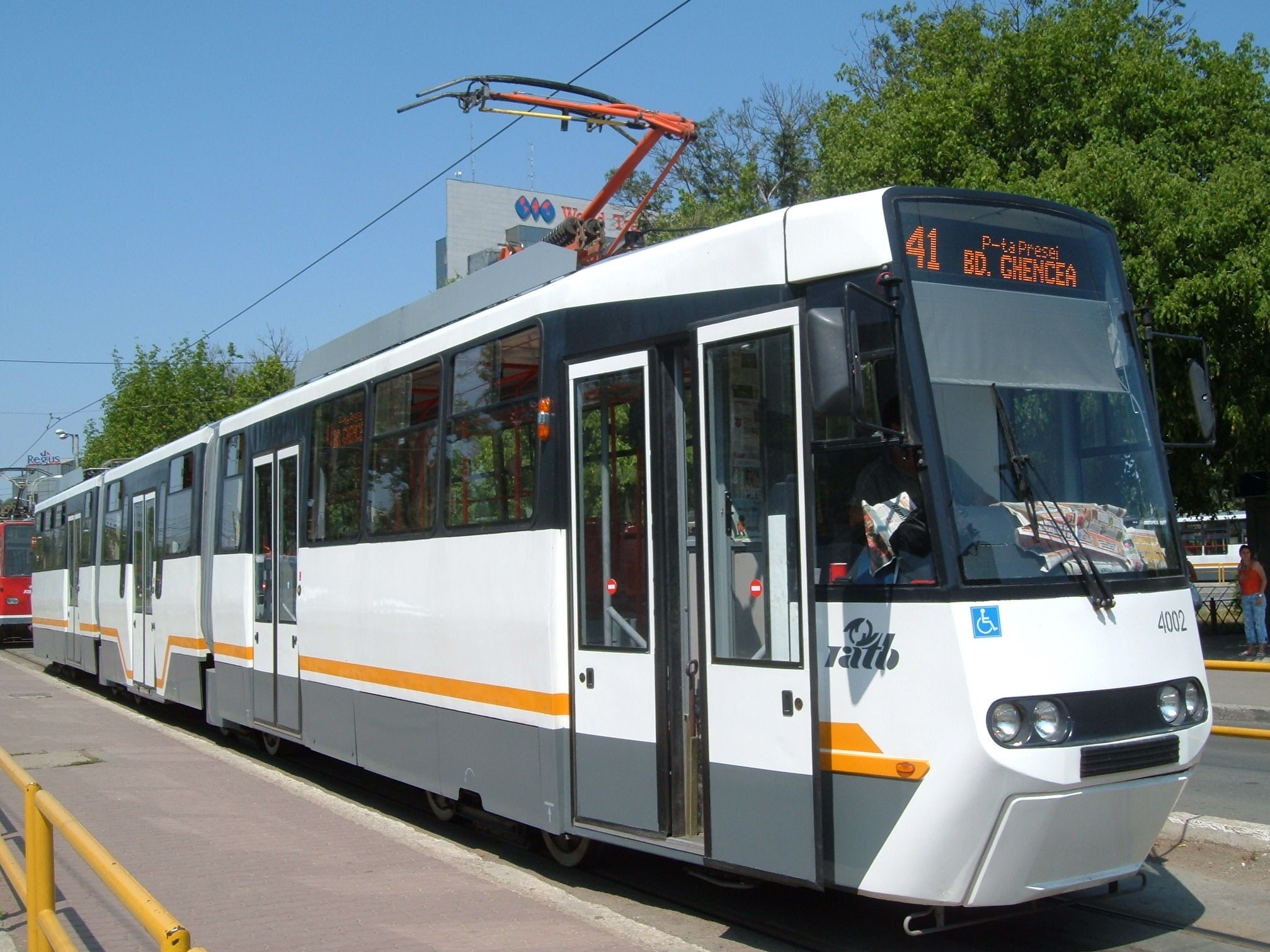
V3A-93-CH-PPC（2008年撮影）

#### タトラT4

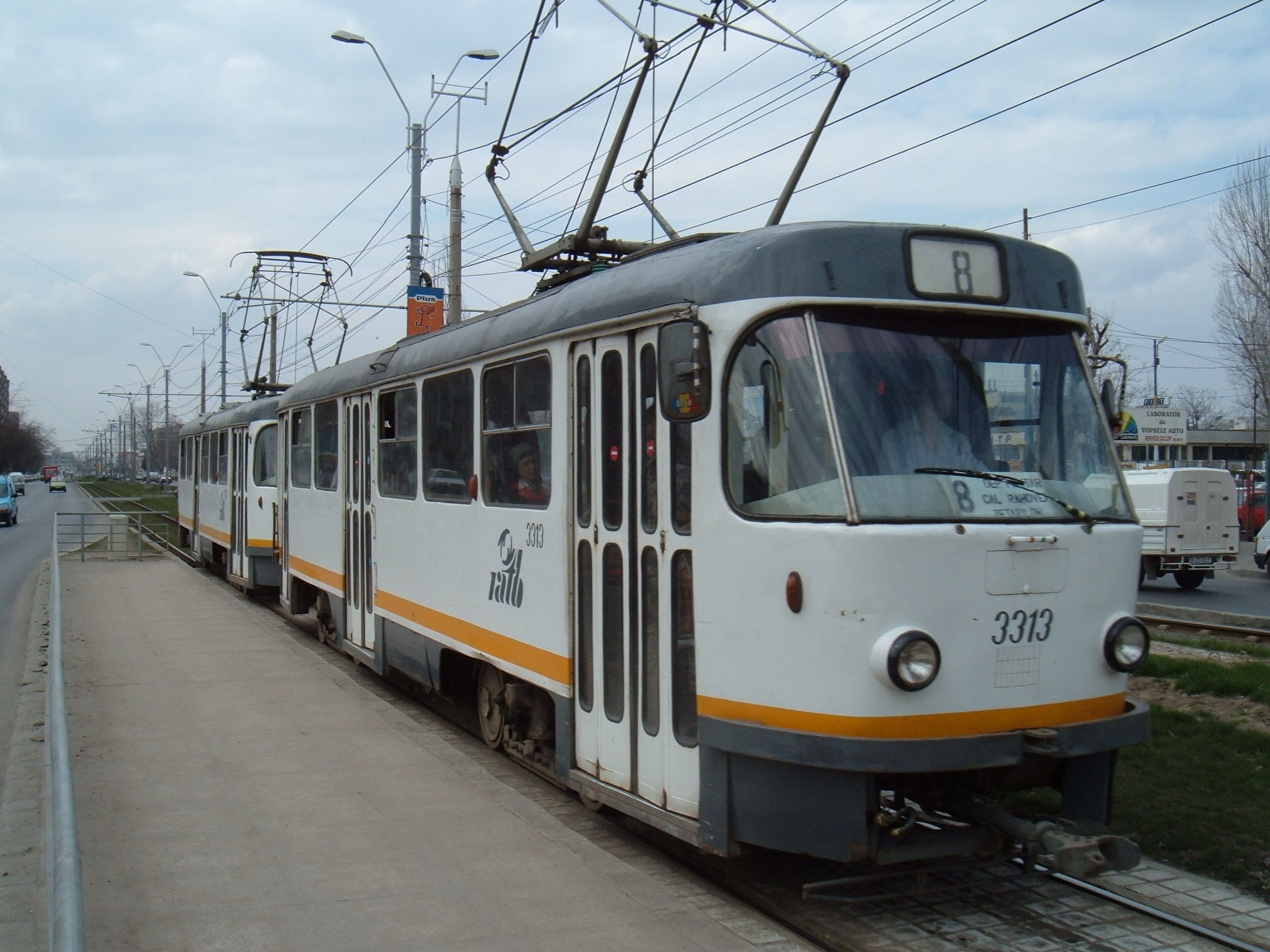
タトラT4（2006年撮影）

チェコスロバキア（現：タトラ）のČKDタトラが東側諸国で展開していたタトラカーのうち、車両限界が比較的狭い路線に適した車両。ルーマニア各地の都市に導入されたが、そのうちブカレスト市電には1971年から1973年にかけて100両が導入され、製造から半世紀近くが経過した2020年時点でも多くの車両が残存する。

#### V2A-T

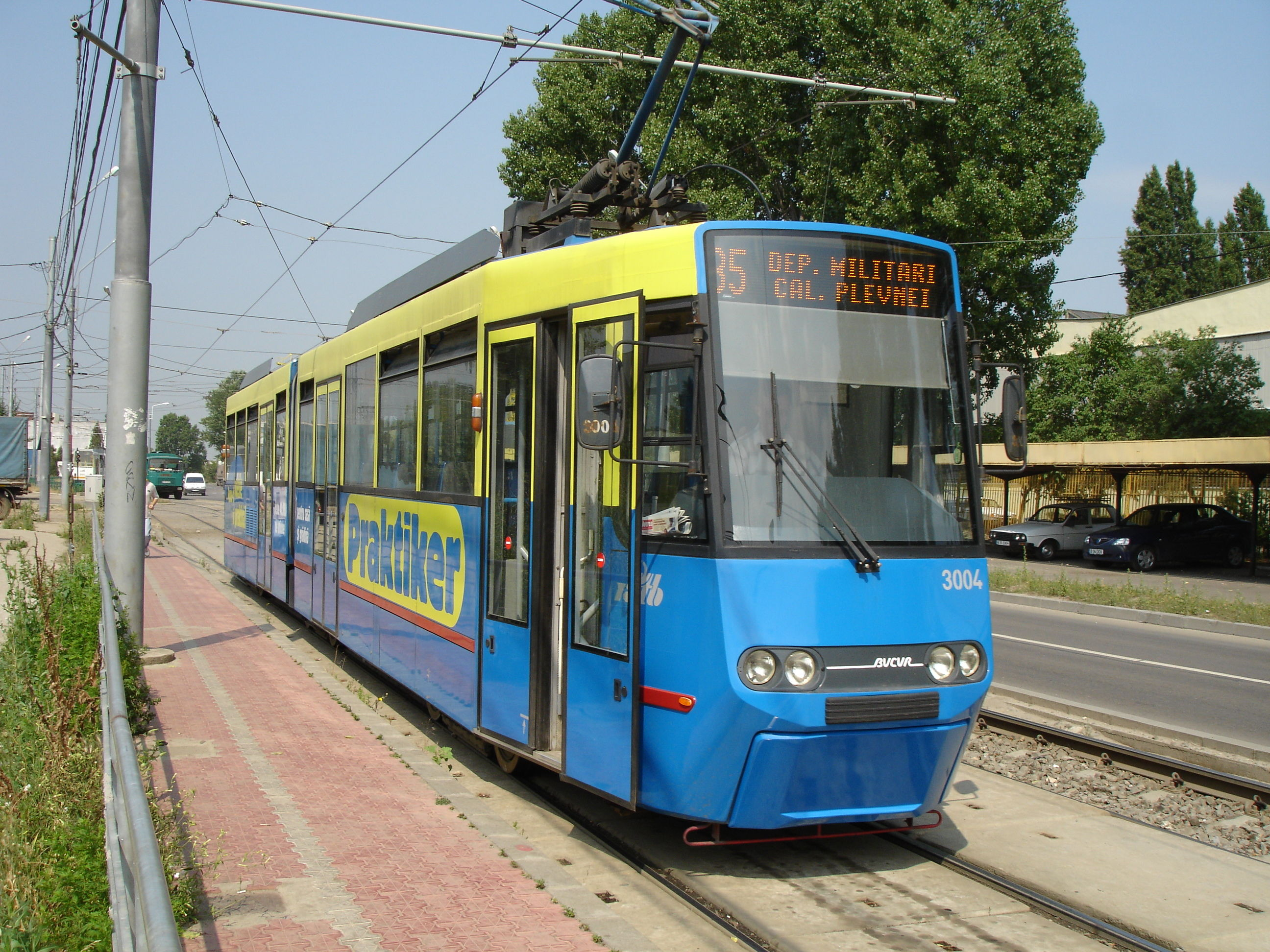
V2A-T（2006年撮影）

タトラT4・2両分の機器を流用する形で製造された片運転台の2車体連接車。試作車であった両運転台車のV2S-Tを改良する形で2003年から2008年にかけて9両（3003 - 3011）が導入されたが、そのうち3003は車体デザインが異なる他、3005以降は一部乗降扉付近が低床構造となっている。"ブクル1"（Bucur 1）と言う愛称も有する。

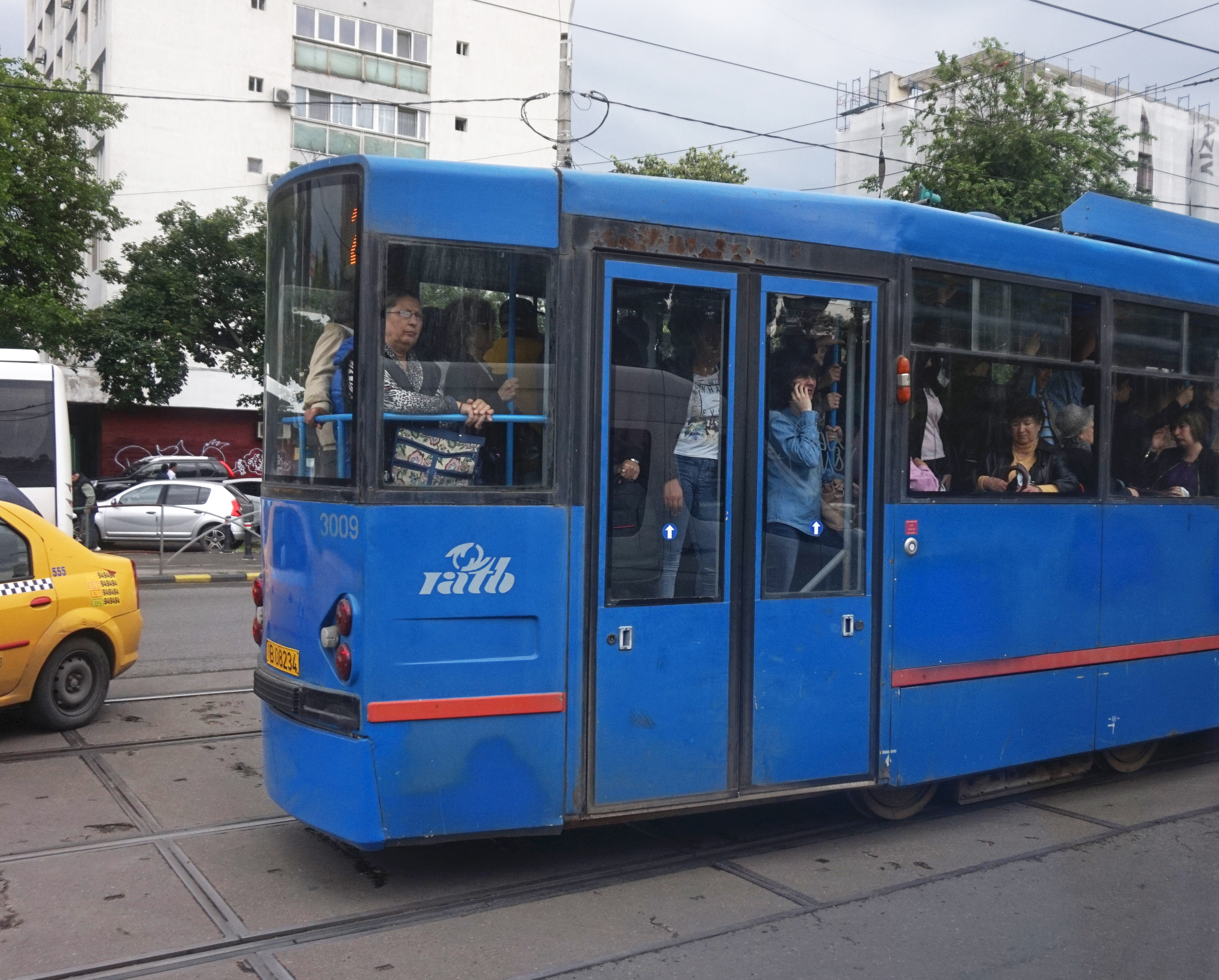
後方（2016年撮影）

#### ラートゲーバー製電車

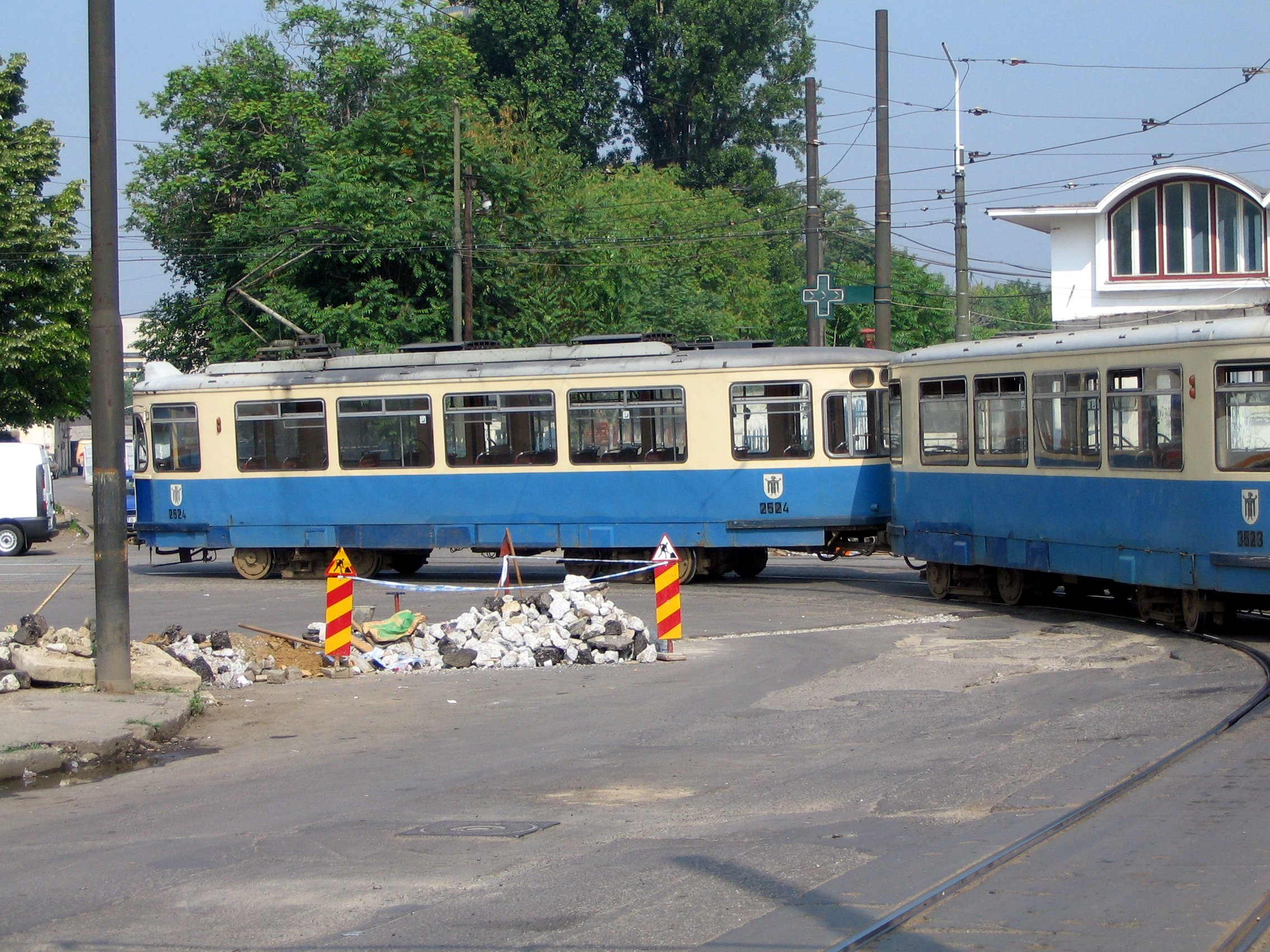
ラートゲーバー製電車（2006年撮影）

ブカレスト市電で老朽化した車両の置き換えのため、1990年代にドイツ各地の路面電車から車両の譲渡が実施されたが、その中でミュンヘン市電から譲渡されたラートゲーバー製のM形電車については2020年現在も多数が在籍しており、特定のルートでの貸切運転にも対応している。元は3軸車として製造されたが、ブカレスト市電への譲渡にあたりボギー車への改造が行われている。

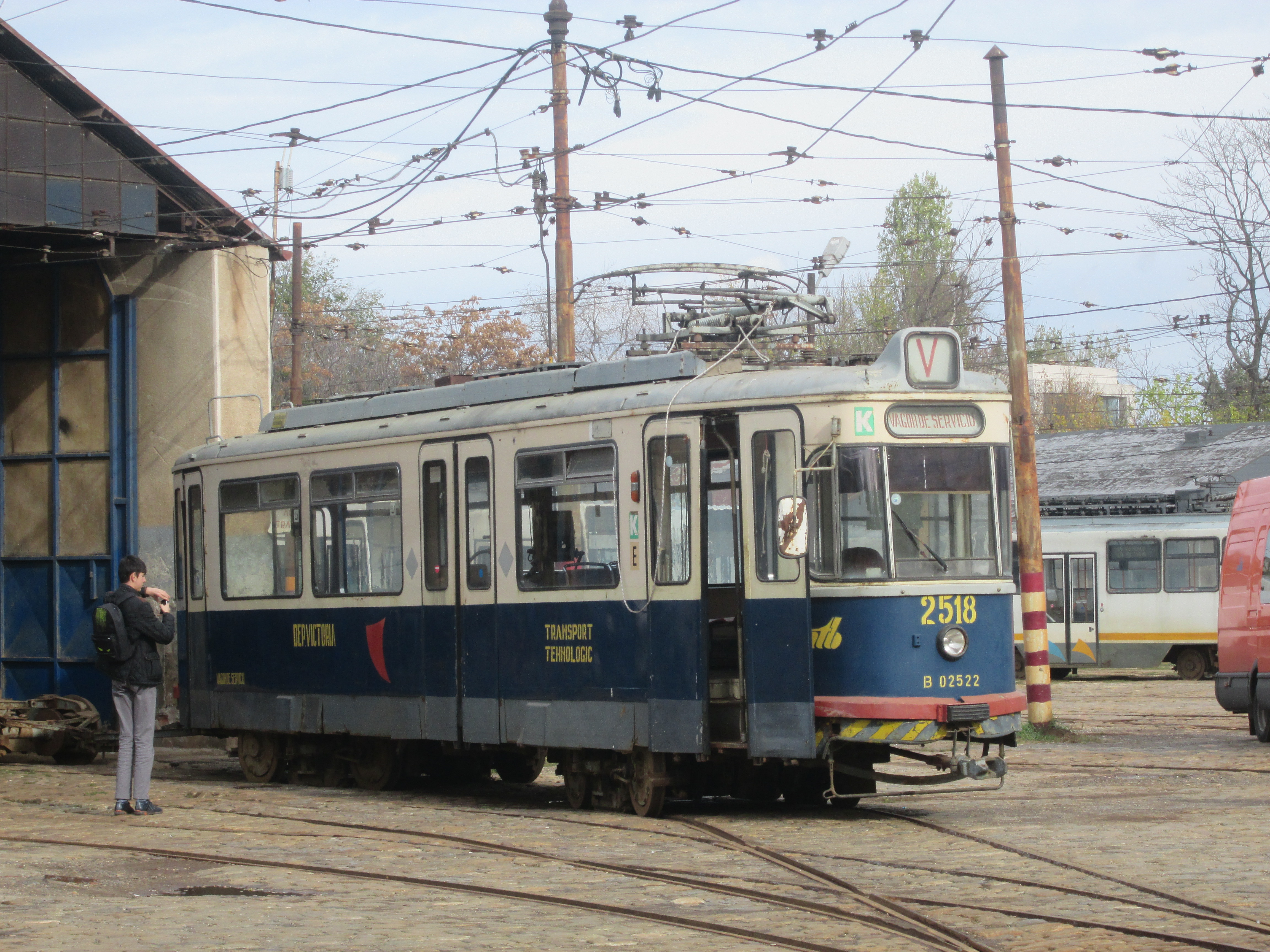
事業用車両に改造された車両も存在する（2017年撮影）

#### ブクルLF

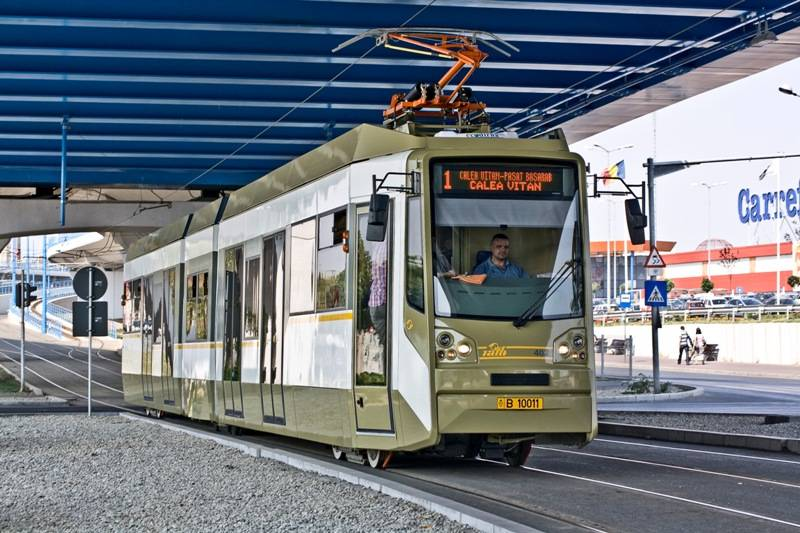
ブクルLF（2012年撮影）

中央修理工場で生産が行われている部分超低床電車。車内の65 %以上が床上高さが低い低床構造になっている他、回生ブレーキを搭載する事で消費エネルギーの削減も図られている。2009年に試作車が完成して以降、2020年現在も継続して製造が続いている。

#### インペリオ・メトロポリタン

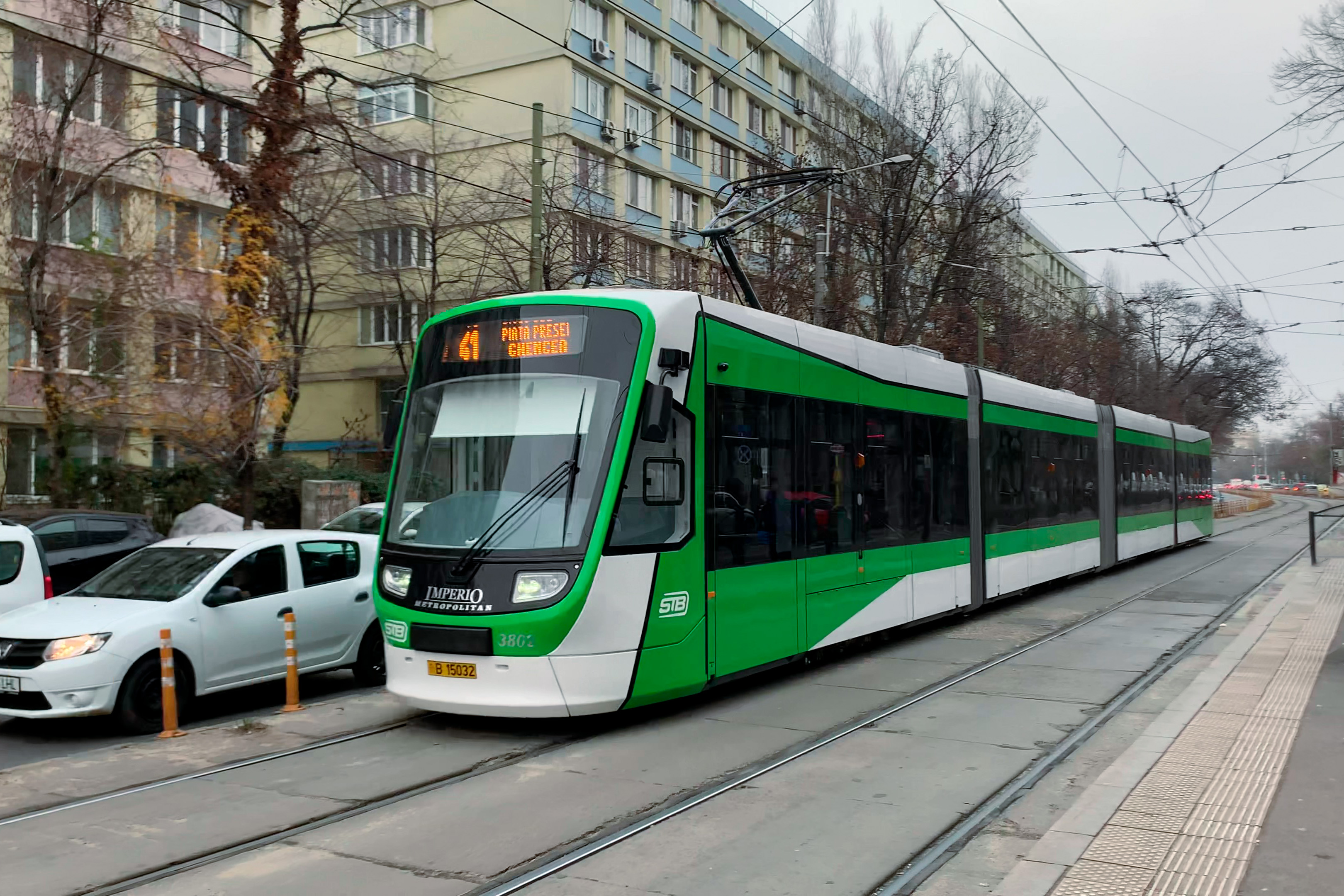
インペリオ・メトロポリタン（2022年撮影）

2020年9月、ルーマニアのアラドに本社を置く鉄道車両メーカーのアストラ・ヴァゴアネ・カラトリは中国の中国中車青島四方機車車輛股份有限公司とコンソーシアムを組み、ブカレスト市電向けの新型路面電車車両・インペリオ・メトロポリタン（Imperio Metropolitan）100両分の発注権を獲得した。全長36 m、定員322人（着席定員56人）の4車体連接車で、車内はブカレスト市電で初めて全体が低床構造となる。2022年に最初の車両が市電に納入され、試運転を経て同年12月10日から営業運転を開始しており、2024年までに全車の納入が完了する事になっている。また、これまでの車両と全長や全幅が異なる事から、運行開始に合わせ一部電停の改修やホームの延長工事が施工されている。

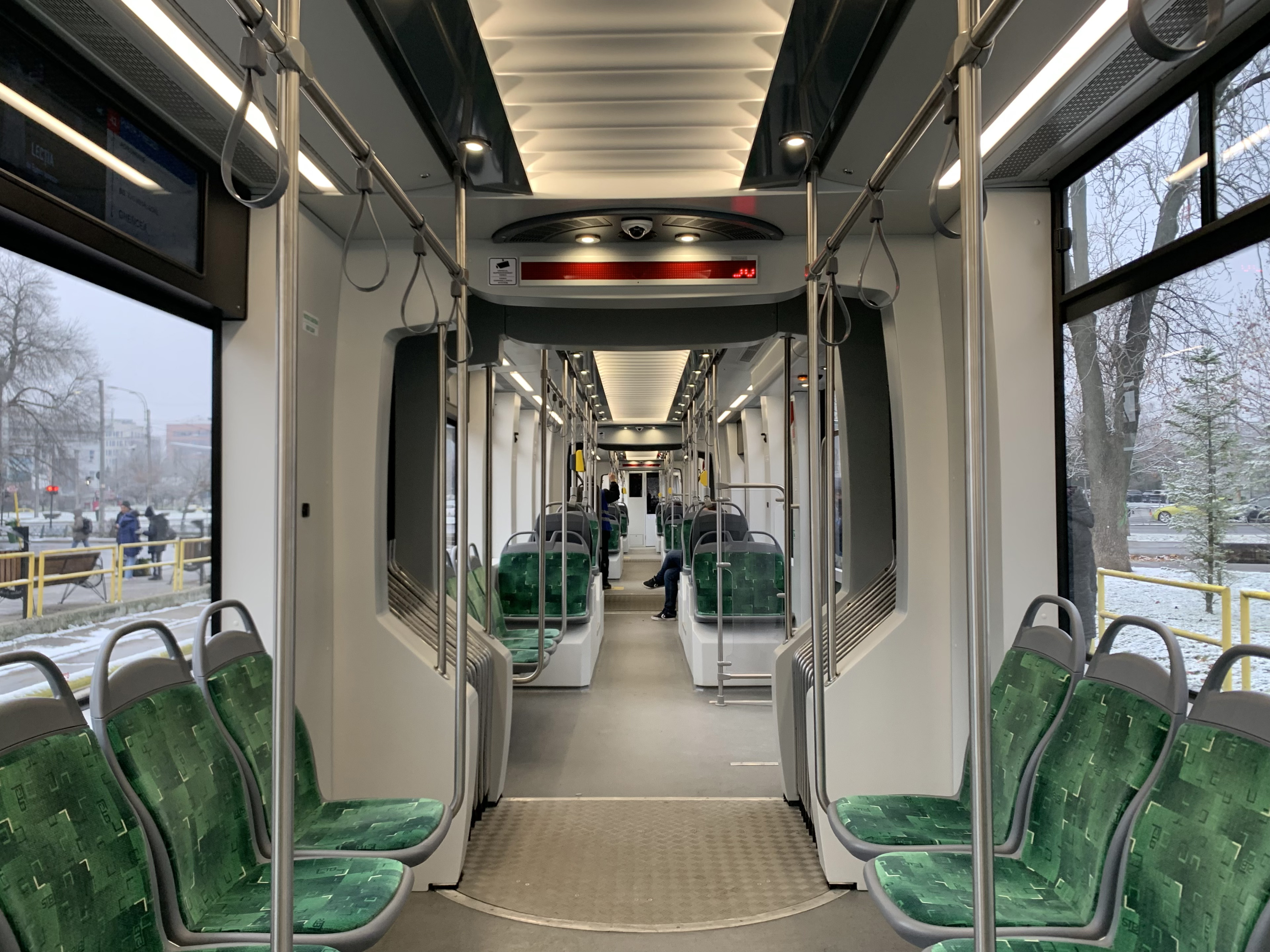
車内

#### 主要諸元
| 形式          | 編成        | 全長     | 全幅    | 定員 | 定員  | 備考・参考 |
| 形式          | 編成        | 全長     | 全幅    | 着席 | 立席  | 備考・参考 |
| ------------- | ----------- | -------- | ------- | ---- | ----- | --- |
| T4R           | ボギー車    | 14,000mm | 2,200mm | 23人 | 60人  | [ 60 ] [ 4 ]                                                                                                   |
| V3A-M         | 3車体連接車 | 26,180mm | 2,390mm | 34人 | 133人 | [ 60 ] [ 4 ]                                                                                                   |
| V3A-93-CH-PPC | 3車体連接車 | 27,043mm | 2,390mm | 36人 | 142人 | 部分超低床電車 車椅子スペースは2箇所に存在                                                                     |
| V2S-T         | 2車体連接車 | 20,400mm | 2,340mm | 28人 | 88人  | 一部機器は廃車されたT4Rから流用、通称「ブクル1(Bucur 1)」 両運転台車両 2020年現在全車運用から離脱              |
| V2A-T         | 2車体連接車 | 20,400mm | 2,340mm | 28人 | 96人  | 一部機器は廃車されたT4Rから流用、通称「ブクル1(Bucur 1)」 一部を除き部分超低床電車 車椅子スペースは2箇所に存在 |
| ブクルLF      | 3車体連接車 | 25,390mm | 2,450mm | 43人 | 117人 | 部分超低床電車 車椅子スペースは1箇所に存在                                                                     |

## 今後の予定
ブカレスト市電を運営するブカレスト交通会社は、2020年に発表した2030年までの長期計画の中で、列車ごとの輸送力増強も兼ねた新型車両の導入に加え、速度向上を目的とした主要路線の高規格（ライトレール）化、老朽化が進んだ施設や車両の更新、市電を含めた公共交通機関用の優先信号の設置や併用軌道の自動車道との分離などの方針を発表している。そのうち、新型車両についてはインペリオ・メトロポリタンに加えて2023年にブダペスト市議会によって最大250両を2027年までに導入する計画が承認されている。